# بادي والاس
بادي والاس (بالإنجليزية: Paddy Wallace)‏ هو لاعب اتحاد الرغبي بريطاني، ولد في 27 أغسطس 1979 في بلفاست في المملكة المتحدة.

## وصلات خارجية
- بادي والاس عل موقع إسبنسكروم (الإنجليزية)
- بادي والاس على موقع ItsRugby.co.uk (الإنجليزية)